# Else Krüger
Else Krüger (Amburgo, 9 febbraio 1915 – 24 gennaio 2005) è stata la segretaria personale di Martin Bormann durante la seconda guerra mondiale.

## Biografia
Nata nel distretto di Altona, è stata una degli ultimi occupanti del Führerbunker durante la battaglia di Berlino. La Krüger si trovava in compagnia di Eva Braun, Gerda Christian, Traudl Junge e Constanze Manziarly quando il dittatore tedesco Adolf Hitler disse loro di prepararsi a raggiungere il Berghof come gli altri. Era inoltre presente quando la Braun disse che non avrebbe mai abbandonato Hitler e sarebbe rimasta al suo fianco. Come singolare gesto di gentilezza Hitler diede a ciascuna delle donne una capsula di cianuro per uccidersi in caso di necessità.
Else Krüger lasciò Berlino il 1º maggio 1945 con il gruppo guidato dal Brigadeführer delle SS Wilhelm Mohnke. La mattina del 2 maggio il gruppo venne catturato dall'esercito russo mentre si era nascosto in uno scantinato. Dopo la guerra la Krüger venne lungamente interrogata dai britannici. In seguito, il 23 dicembre 1947, finì per sposare a Wallasey nel Cheshire, proprio l'uomo che l'aveva sottoposta agli interrogatori, Leslie James (1915-1995), vivendo poi nel Regno Unito con il nuovo nome di Else James.